# Carlisle County
Das Carlisle County ist ein County im US-amerikanischen Bundesstaat Kentucky. Im Jahr 2020 hatte das County 4826 Einwohner und eine Bevölkerungsdichte von 10 Einwohnern pro Quadratkilometer. Der Verwaltungssitz (County Seat) ist Bardwell. Das County gehört zu den Dry Countys, was bedeutet, dass der Verkauf von Alkohol eingeschränkt oder verboten ist.

## Geografie
Das County liegt fast im äußersten Westen von Kentucky, grenzt im Westen an den Bundesstaat Missouri, getrennt durch den Mississippi River und hat eine Fläche von 515 Quadratkilometern, wovon 17 Quadratkilometer Wasserfläche sind. An das Carlisle County grenzen folgende Nachbarcountys:
|                               | Ballard County | McCracken County |
| Mississippi County (Missouri) |                | Graves County    |
|                               | Hickman County |                  |

## Geschichte

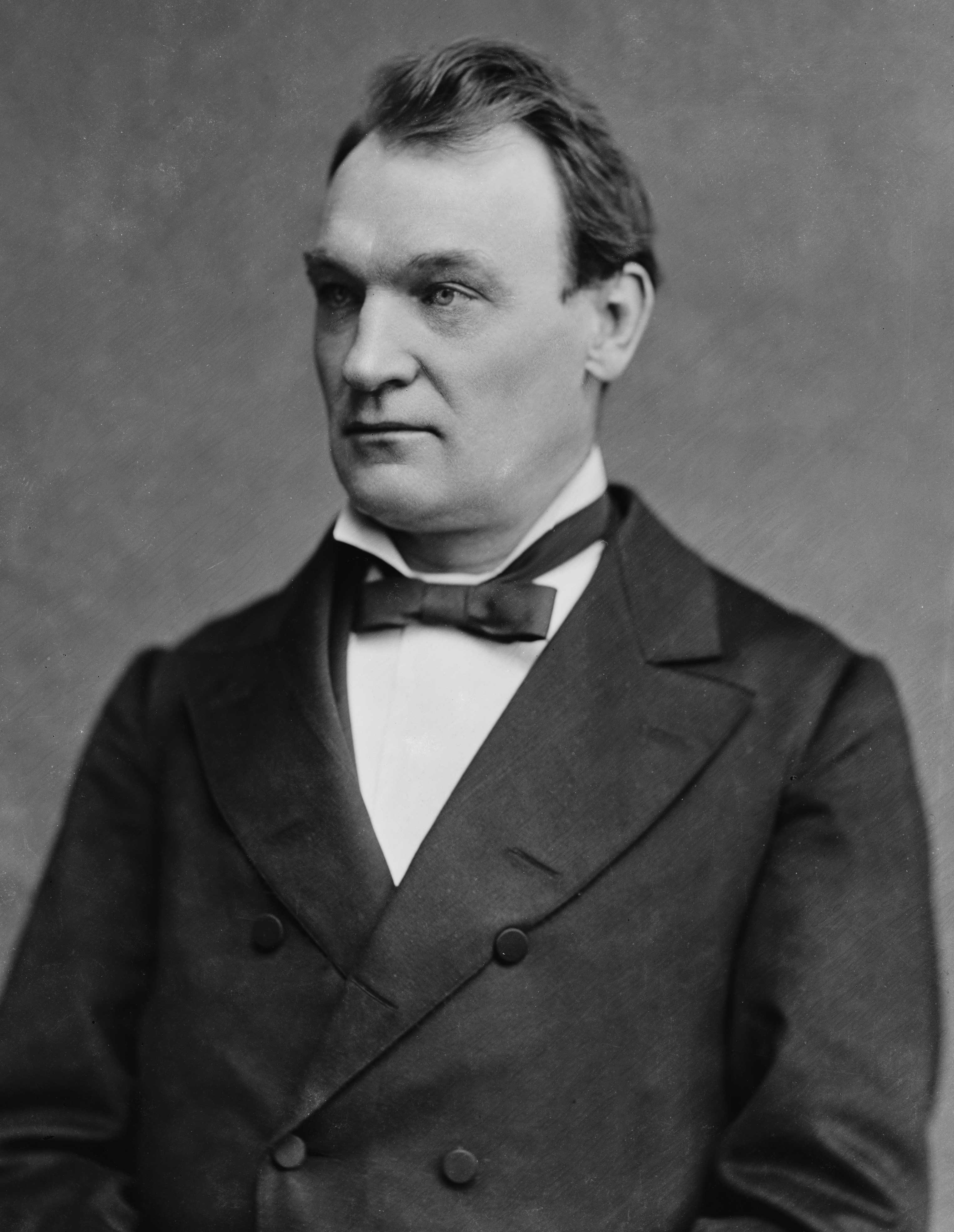
J. G. Carlisle

Das Carlisle County wurde am 3. April 1886 aus Teilen des Ballard County gebildet. Benannt wurde es nach John Griffin Carlisle (1834–1910), einem Kongressabgeordneten und Finanzminister (1893–1897) der USA.

## Demografische Daten
Nach der Volkszählung im Jahr 2010 lebten im Carlisle County 5104 Menschen in 2062 Haushalten. Die Bevölkerungsdichte betrug 10,2 Einwohner pro Quadratkilometer. In den 2062 Haushalten lebten statistisch je 2,44 Personen.
Ethnisch betrachtet setzte sich die Bevölkerung zusammen aus 97,1 Prozent Weißen, 1,0 Prozent Afroamerikanern, 0,6 Prozent amerikanischen Ureinwohnern, 0,3 Prozent Asiaten sowie aus anderen ethnischen Gruppen; 1,0 Prozent stammten von zwei oder mehr Ethnien ab. Unabhängig von der ethnischen Zugehörigkeit waren 1,8 Prozent der Bevölkerung spanischer oder lateinamerikanischer Abstammung.
22,4 Prozent der Bevölkerung waren unter 18 Jahre alt, 58,9 Prozent waren zwischen 18 und 64 und 18,7 Prozent waren 65 Jahre oder älter. 51,1 Prozent der Bevölkerung war weiblich.

Das jährliche Durchschnittseinkommen eines Haushalts lag bei 33.909 USD. Das Pro-Kopf-Einkommen betrug 17.260 USD. 15,7 Prozent der Einwohner lebten unterhalb der Armutsgrenze.

## Ortschaften im Carlisle County
Citys
- Arlington
- Bardwell

Unincorporated Communities
| - Berkley - Cunningham - Kirbyton | - Laketon - Magee Springs - Milburn |

## Gliederung
Das Carlisle County ist in drei Census County Divisions (CCD) eingeteilt:
| CCD            | Einwohner (2010) | FIPS     |
| -------------- | ---------------- | -------- |
| Arlington CCD  | 1651             | 21-90080 |
| Bardwell CCD   | 1854             | 21-90160 |
| Cunningham CCD | 1599             | 21-90968 |